# Stortjärnen (Ströms socken, Jämtland, 710052-148796)
Stortjärnen är en sjö i Strömsunds kommun i Jämtland och ingår i Ångermanälvens huvudavrinningsområde.